# Ай (Осака)
Ай (яп. 安威)　—　місцевість в Японії, в префектурі Осака. Волость в стародавній період. Маєток в період середньовіччя. Село в період раннього нового часу і нового часу. Складова міста Ібаракі.